# Ahmed Ouattara
Ahmed Ouattara est un footballeur ivoirien né le 15 décembre 1969 à Abidjan.

## Biographie
Ahmed Ouattara a commencé sa carrière à 19 ans. Une bonne vision du jeu et un grand nombre de buts inscrits par le jeune joueur ont attiré l'attention du FC Sion qui l'engage pour la saison 1994-1995.
Ouattara ne reste qu'une saison en Suisse, mais avec l'aide d'Assis, le grand frère de Ronaldinho, il marque de nombreux buts importants et assure ainsi une bonne saison au FC Sion (victoire en Coupe de Suisse et sixième du Championnat de Suisse).
Ses performances ont attiré l'attention du Sporting Portugal. Ces premiers pas avec l'équipe portugaise ont été prometteurs, mais après quelques matches il s’avéra bien vite que Ouattara galvaudait trop d'occasions pour prétendre à une carrière solide.
Après le passage chez les Lions, Ouattara retourna au FC Sion, puis au CF Extremadura. Cependant, ses blessures à répétitions le freinèrent dans sa progression et ne lui ont pas permis de montrer tout son potentiel.
En 2000, l'Ivoirien revient au Portugal. On  pensa alors qu'il pourrait briller, mais Ouattara fut une grande déception.
Après cette période, Ouattara retourna à l'Africa Sports, terminant sa carrière en 2002. Une longue carrière pleine de promesses mais gâchée par de nombreuses blessures qui, malheureusement pour l'Ivoirien, l'ont empêchées de tutoyer les sommets.
Il joua 21 matches avec l'équipe nationale de Côte d'Ivoire mais ne marqua que quatre buts durant toute sa carrière internationale.
Pourtant, aujourd'hui, dans tous les clubs où il a joué on se rappelle encore lorsque les supporters scandaient haut et fort le fameux: « Uh-Ah-Ouattara! »

## Carrière

### Carrière en clubs
Il joua au niveau professionnel durant quatorze ans, de 1989 à 2003, en passant successivement par Africa Sports (1989-1995), au FC Sion durant 7 mois, au Sporting Portugal (1995-1997) puis il est revenu au FC Sion durant deux ans (1997-1999), parti au CF Extremadura (1999-2000), Salgueiros (2000-2001) et il a terminé sa carrière en revenant dans sa ville natale avec ASEC Abidjan de 2001 à 2003.

### Carrière internationale
Ouattara a été membre de l'équipe nationale ivoirienne entre 1989 et 1999. Il a marqué quatre buts en 21 matchs, et a notamment participé à trois matchs de qualification pour la Coupe du monde 1994 et 1998.

## Palmarès
Clubs :
- 2 Coupe de Suisse avec le FC Sion (1995-1997)
- 1 Championnat de Suisse avec le FC Sion (1997)
- Vainqueur de la Supercoupe d'Afrique de football avec l'Africa Sports (1993)
- Meilleur buteur du Championnat de Côte d'Ivoire avec l'Africa Sports (1993)
- Vainqueur de la Coupe d'Afrique des vainqueurs de coupe de football avec l'Africa Sports (1992)